# Club Unidad Vecinal Nº 3
El Club Unidad Vecinal N°3 fue un club de fútbol peruano, perteneciente al Cercado de Lima, que jugó en la Segunda División del Perú.

## Historia
El club fue fundado en la Unidad Vecinal Nº 3 en el Cercado de Lima. Sin embargo, se afilió a la Liga Amateur del Callao por su mayor cercanía al primer puerto. Fue campeón del Callao en 1955 y luego ganó la Liguilla de Promoción a la Segunda División Peruana 1956. En su participación en la segunda división, enfrentó a otros equipos populares como: Mariscal Sucre, KDT Nacional, Atlético Defensor Lima, entre otros equipos de Lima y Callao.
Se mantuvo en la Segunda División Peruana por nueve años. En la temporada 1964, el club termina último en el torneo y descendiendo a la Liga Amateur del Callao donde participó hasta 1975.
Tras un período de inactividad el club fue refundado en 1984 como Club Social Deportivo Unidad Vecinal Nº3 y se afilió a la Liga de Carmen de la Legua - Reynoso. Logró el título distrital en 1986 y clasificó al Interligas chalaco donde fue eliminado al terminar en segundo lugar detrás de Hijos de Yurimaguas. Participó en esa liga hasta inicios de la década siguiente.
Después de muchos años de ausencia, el club se afilió en la Liga de Breña en 2015 y logró posicionarse en el sexto puesto en el torneo distrital de ese año. Desde entonces no volvió a participar en torneos oficiales.

## Datos del club
- Temporadas en Segunda División:  9 (1956-1964).

## Jugadores
Entre sus jugadores más destacados se encuentra Héctor Chumpitaz, quien jugó por el club en 1963. Luego pasó a ser jugador de Centro Deportivo Municipal y de Universitario de Deportes, convirtiéndose en ídolo. Posteriormente en capitán de la selección peruana.

## Entrenadores
- Carlos Torres (1956-1959)
- Pablo Pasache (1960)
- Carlos Torres (1962)
- Emiliano Coronel (1964)

## Uniforme
- Uniforme titular: Camiseta verde, pantalón blanco, medias negras.

### Evolución del Uniforme 1950 al 1975
| Titular 1 | Titular 2 | Titular 3 | Titular 4 | Titular 5 |  |

### Evolución del Uniforme 2014 al presente
| Titular 1 | Titular 2 | Titular 3 | Titular 4 | Titular 5 | Titular 6 |  |

## Palmarés

### Torneos regionales
- Liga Amateur del Callao (1): 1955.
- Liga Distrital de Carmen de la Legua - Reynoso (1): 1986.
- Subcampeón de la Liga Departamental del Callao (1): 1986.